# Heinkel HD 27
Die Heinkel HD 27 war ein in den 1920er Jahren von den Ernst Heinkel Flugzeugwerken in Warnemünde entwickeltes deutsches Postflugzeug.

## Geschichte
Der Auftrag zum Bau wurde Ernst Heinkel am 14. Februar 1925 von Cox-Klemin erteilt. Die US-amerikanische Firma hatte 1923 mit zwei HD 17 schon einmal zwei Heinkel-Typen bestellt und suchte nun in kürzester Zeit ein Flugzeug zur Postbeförderung mit einer Nutzlast von 570 kg. Da Postflüge in dieser Zeit fast ausschließlich nachts durchgeführt wurden, sollte das Muster auch solchermaßen eingesetzt werden können. Aufgrund der Dringlichkeit wurde dem Warnemünder Unternehmen eine Entwicklungs- und Bauzeit von lediglich sechs Wochen zugestanden. Heinkel, bekannt für die schnellstmögliche Umsetzung von Kundenwünschen, begann sofort mit der Erstellung der Entwürfe und zwei Wochen nach der Auftragserteilung mit der Bauphase des als HD 27 bezeichneten Musters. Vier Wochen später war das Flugzeug mit der Werknummer 226 wie gefordert fertiggestellt und konnte von dem Werkspiloten Hans Leutert eingeflogen werden. Die HD 27 war auf leichte Reparaturfähigkeit und zum Transport schnell demontierbar ausgelegt. Im Anschluss an die Erprobungsphase wurde sie am Monatsende nach Hamburg verbracht und von dort aus in die Vereinigten Staaten verschifft. Dort wurde sie als Cox-Klemin „Night Hawk“ drei Jahre lang erfolgreich im Dienst des U.S. Air Mail Service eingesetzt, bis sie 1928 mitsamt dem Hangar, in dem sie abgestellt, war, einem Tornado zum Opfer fiel. Heinkel entwickelte die HD 27 im Jahr 1926 zur HD 39 weiter.

## Konstruktion
Die HD 27 war ein verspannter, einstieliger Doppeldecker in herkömmlicher Holzbauweise. Ihr Rumpf bestand aus vier mit Querspanten verbundenen Längsholmen mit viereckigem Querschnitt und halbrund gewölbtem Rumpfrücken. Die Motoraufhängung war bis in Höhe der oberen Tragflächenvorderkante mit Blechen verkleidet, dahinter schloss sich ein Brandschott an. Die HD 27 war mit zwei Frachträumen ausgestattet; der Größere davon umfasste 1,7 m³ und befand sich zwischen dem Brandschott und der vorderen Besatzungskabine. Er konnte durch zwei Klappen auf der Ober- und auf der Backbordseite beladen werden und war an der Rückseite mit einem klappbaren Notsitz versehen. Es folgten die beiden offenen Besatzungskabinen in Tandemanordnung, danach folgte der zweite Frachtraum mit einer seitlichen Ladeklappe in der linken Rumpfwölbung. Es war außerdem möglich, den vorderen Gepäckraum durch das Entfernen der oberen Klappe und Einbau eines weiteren Sitzes zu einer dritten, offenen Kabine umzurüsten, so dass die HD 27 in der Lage war, neben den zwei Besatzungsmitgliedern noch zwei weitere Personen zu befördern.
Die Tragflächen bildeten Holzgerüste mit zwei Holmen; zum größten Teil mit Stoff bespannt und nur an den unteren Seiten zwischen den Holmen mit Sperrholzplatten beschlagen. Ober- und Unterflügel waren mit N-Stielen miteinander verbunden und mit Spanndrähten ausgekreuzt, der Baldachin des oberen Mittelstücks war mit dem Rumpf ebenfalls durch N-Streben verbunden. Das Leitwerksgerüst war über alles mit Stoff bespannt und bestand zum Großteil aus Holz, einzig das im Flug verstellbare Höhenleitwerk bestand aus Stahlrohr. Sämtliche Ruder besaßen einen Ausgleich.
Die HD 27 besaß ein starres Hauptfahrwerk Profilstahlrohr mit zweigeteilter Achse und Scheibenrädern. Am Heck befand sich ein lenkbarer Schleifsporn.

## Technische Daten
| Kenngröße                                | Daten                                                                                  |
| ---------------------------------------- | -------------------------------------------------------------------------------------- |
| Besatzung                                | 1–2                                                                                    |
| Passagiere                               | 2                                                                                      |
| Spannweite                               | 13,6 m (oben) 13,0 m (unten)                                                           |
| Länge                                    | 9,2 m                                                                                  |
| Höhe                                     | 3,92 m                                                                                 |
| Flügelfläche                             | 51,6 m²                                                                                |
| Rüstmasse                                | 1275 kg                                                                                |
| Zuladung                                 | 1055 kg                                                                                |
| Nutzlast                                 | 570 kg                                                                                 |
| Startmasse                               | 2330 kg                                                                                |
| Antrieb                                  | ein wassergekühlter Zwölfzylinder-Viertakt-V-Motor                                     |
| Typ                                      | Liberty L-12A                                                                          |
| Startleistung Nennleistung Dauerleistung | 423 PS (311 kW) bei 1800/min 400 PS (294 kW) bei 1700/min 380 PS (279 kW) bei 1600/min |
| Höchstgeschwindigkeit                    | 205 km/h in Bodennähe                                                                  |
| Reisegeschwindigkeit                     | 190 km/h in Bodennähe                                                                  |
| Landegeschwindigkeit                     | 81 km/h                                                                                |
| Steiggeschwindigkeit                     | 5,4 m/s                                                                                |
| Steigzeit                                | 4,0 min auf 1000 m Höhe 9,6 min auf 2000 m Höhe                                        |
| Dienstgipfelhöhe                         | 6500 m                                                                                 |
| Reichweite                               | 980 km (optimal)                                                                       |
| Flugdauer                                | 5,0 h                                                                                  |